# August Schmid von Schmidsfelden der Ältere
August Schmid von Schmidsfelden der Ältere (* 21. August 1863 in Kirchberg am Wechsel; † 21. August 1941) war ein österreichischer Industrieller aus der Adelsfamilie Schmid von Schmidsfelden.

## Leben
Technische Ausbildung am Polytechnikum in Wiener Neustadt, danach Volontärzeit in Deutschland, 1888 Eintritt in die väterliche Firma M. Schmid OGH in Wilhelmsburg. Ab 1906 Gesellschafter  gemeinsam mit seinem Bruder Adolf. 1917 errichteten die beiden Brüder gemeinsam ein Privatlazarett für Verwundete.
Er führte auch zeitweise ab 1913 das  Familienunternehmen in der Steiermark Eisenwerke Styria, ab 1906 war August dort auch Gesellschafter. 1917–1918 war er Betriebsleiter in Zenica.
August Schmid von Schmidsfelden war Präsident des Steirischen Industriellenbundes und der Landeshandelskammer Steiermark 1937, nach 1938 Kommissarischer Leiter des Industriellenbundes. Er war SA-Oberführer, beantragte am 10. Februar 1939 die Aufnahme in die NSDAP und wurde am 1. Januar 1940 aufgenommen (Mitgliedsnummer 8.517.941).

## Familie
Er war der Bruder von Adolf Schmid von Schmidsfelden und der Sohn von Moriz Schmid von Schmidsfelden.